# John Bercow
John Bercow (ur. 19 stycznia 1963 w Edgware) – brytyjski polityk, od 22 czerwca 2009 do 31 października 2019 spiker Izby Gmin. Od 23 listopada 2012 jest przewodniczącym Młodzieżowego Parlamentu Zjednoczonego Królestwa. Od 1980 do 2009 członek Partii Konserwatywnej, w latach sprawowania funkcji spikera bezpartyjny, a od 2021 w Partii Pracy.

## Życiorys

### Młodość
Pochodzi z rodziny żydowskich emigrantów, którzy przybyli do Wielkiej Brytanii z Rumunii. Jest wyznawcą judaizmu. Jego ojciec prowadził salon samochodowy, a później był taksówkarzem. Jako nastolatek John był obiecującym tenisistą, jednak jego karierę sportową przerwała choroba – mononukleoza zakaźna. Ukończył z wyróżnieniem studia w zakresie administracji publicznej na University of Essex w 1985.
W młodości był zaangażowany w prace różnych organizacji młodzieżowych związanych z Partią Konserwatywną, po studiach został ostatnim przewodniczącym Federation of Conservative Students. Karierę zawodową zaczynał w bankowości, potem pracował jako specjalista ds. lobbyingu politycznego w spółce-córce międzynarodowej agencji reklamowej Saatchi & Saatchi, aż wreszcie wraz ze wspólnikiem założył firmę specjalizującą się w szkoleniach dla polityków (głównie konserwatywnych).

### Kariera polityczna
Własną karierę polityczną rozpoczął w 1986 w samorządzie lokalnym, jako członek rady londyńskiej dzielnicy Lambeth. Już rok później został wiceprzewodniczącym klubu radnych Partii Konserwatywnej w tym gremium. Od 1995 pracował jako specjalny doradca dla ministrów w rządzie Johna Majora. Jego pracodawcą był wtedy Jonathan Aitken, a potem Virginia Bottomley. W 1997 został wybrany do Izby Gmin.
W 2001, gdy liderem opozycji był Iain Duncan Smith, Bercow został powołany do kierowanego przez niego gabinetu cieni, gdzie najpierw pełnił funkcję „cienia” naczelnego sekretarza skarbu, a następnie ministra pracy i emerytur. Już w 2002 na własne życzenie powrócił do grona backbencherów, po tym jak wbrew dyscyplinie partyjnej poparł rządowy projekt ustawy umożliwiającej parom homoseksualnym adopcję dzieci. W 2003 nowy lider partii Michael Howard ponownie powołał go do gabinetu cieni jako ministra ds. rozwoju międzynarodowego, jednak Bercow szybko popadł w konflikt z Howardem i w 2004 został odwołany z tego stanowiska. Od tego czasu pozostawał raczej na marginesie swojej partii, a w mediach pojawiały się nawet plotki, iż rozważa przejście do Partii Pracy. Ostatecznie Bercow pozostał w szeregach torysów, choć (za zgodą władz partyjnych) przyjął od Gordona Browna propozycję zasiadania w rządowym zespole doradczym ds. dzieci z problemami z porozumiewaniem się. Bercow motywował to względami osobistymi - jeden z jego synów jest dzieckiem autystycznym. W 2005 telewizja Channel 4 uhonorowała go tytułem „Opozycyjnego posła roku”.
Po rezygnacji Michaela Martina z funkcji spikera Izby Gmin, w atmosferze skandalu związanego z nadużywaniem przez członków Izby prawa do zwrotu z publicznej kasy wydatków ponoszonych w związku z wypełnianiem mandatu, Bercow zgłosił swoją kandydaturę na nowego spikera. Zrobił to wbrew kierownictwu własnej partii, które popierało George’a Younga. Dość nieoczekiwanie wygrał wybory dzięki głosom Partii Pracy, która – nie mając szans na przeforsowanie na to stanowisko polityka z własnych szeregów – postanowiła poprzeć outsidera z lewego skrzydła Partii Konserwatywnej, skłóconego z jej przywódcami. W maju 2010, na inauguracyjnym posiedzeniu parlamentu nowej kadencji, uzyskał reelekcję na urząd spikera.
Bercow był pierwszym spikerem, który zrezygnował z prowadzenia obrad w ceremonialnym stroju. Choć używał tradycyjnej togi, jedynie luźno zarzucał ją na zwykły garnitur, z wyraźnie widocznym krawatem i koszulą.
W listopadzie 2012 Bercow został przewodniczącym Młodzieżowego Parlamentu Zjednoczonego Królestwa i od tego czasu przewodniczy tej organizacji na corocznym posiedzeniu w Pałacu Westminsterskim.
W czerwcu 2021 Bercow wstąpił do Partii Pracy z powodu własnego sprzeciwu co do kierowania przez Borisa Johnsona Partią Konserwatywną. Bercow zarzucił Johnsonowi zwrot ugrupowania w stronę „reakcjonizmu, populizmu, nacjonalizmu, a nawet ksenofobii”.
Od 2017 roku pełni tytularną funkcje kanclerza Uniwersytetu Essex.

### Życie prywatne
Jest żonaty z Sally Bercow (z domu Illman) i ma troje dzieci. Swoją żonę poznał w 1989 na konferencji studenckich organizacji konserwatywnych, jednak pobrali się dopiero trzynaście lat później. W międzyczasie Sally zmieniła barwy partyjne i dziś jest lokalną działaczką Partii Pracy.